# تشياو وي
تشياو وي (بالصينية: 乔巍) هو لاعب كرة قدم صيني في مركز الدفاع، ولد في 20 يوليو 1987 في لويانغ في الصين. لعب مع نادي هينان جيانيي.

## وصلات خارجية
- تشياو وي على موقع قاعدة بيانات كرة القدم.إي يو (الإنجليزية)
- تشياو وي على موقع Soccerway.com (الإنجليزية)